# نظام خزان الحجر الرملي النوبي
يعتبر نظام خزان الحجر الرملي النوبي (الاختصار: NSAS) أكبر نظام خزان للمياه جوفية معروف في العالم. تقع تحت الأرض في الطرف الشرقي من الصحراء الكبرى وتمتد على الحدود السياسية لأربع دول في شمال شرق إفريقيا. يغطي الخزان مساحة أرضية تمتد على ما يزيد قليلاً عن مليوني كيلومتر مربع، بما في ذلك شمال غرب السودان، وشمال شرق تشاد، وجنوب شرق ليبيا، ومعظم مصر. لاحتوائه على ما يقدر بنحو 150.000 كيلومتر مكعب من المياه الجوفية،  يستفيد مشروع النهر الصناعي العظيم في ليبيا من هذا النظام، حيث يستخرج كميات كبيرة من المياه من هذا الخزان الجوفي، تستخدم من خزان ما يقدر بنحو 2.4 كيلومتر مكعب من المياه العذبة للاستهلاك والزراعة سنويًا.

## صفات
خضع خزان الحجر الرملي النوبي الواقع بين منطقتي توشكي وأبو سمبل في مصر منذ عام 2001 لعمليات حفر وتطوير مكثفة كجزء من مشروع استصلاح الأراضي. استخدمت معلومات الحفر لإجراء مجموعة متنوعة من الدراسات المتعلقة بالإعداد الهيدروجيولوجي لطبقة المياه الجوفية في المنطقة. أشارت النتائج إلى أن الخصائص الصخرية والبيئات التكتونية لها تأثير كبير على أنماط تدفق المياه الجوفية وإمكانية الخزان الجوفي الكلي للمنطقة، والتي تعتبر منخفضة نسبيًا عند مقارنتها بالمناطق المجاورة في شرق العوينات أو الداخلة.
جيولوجيا

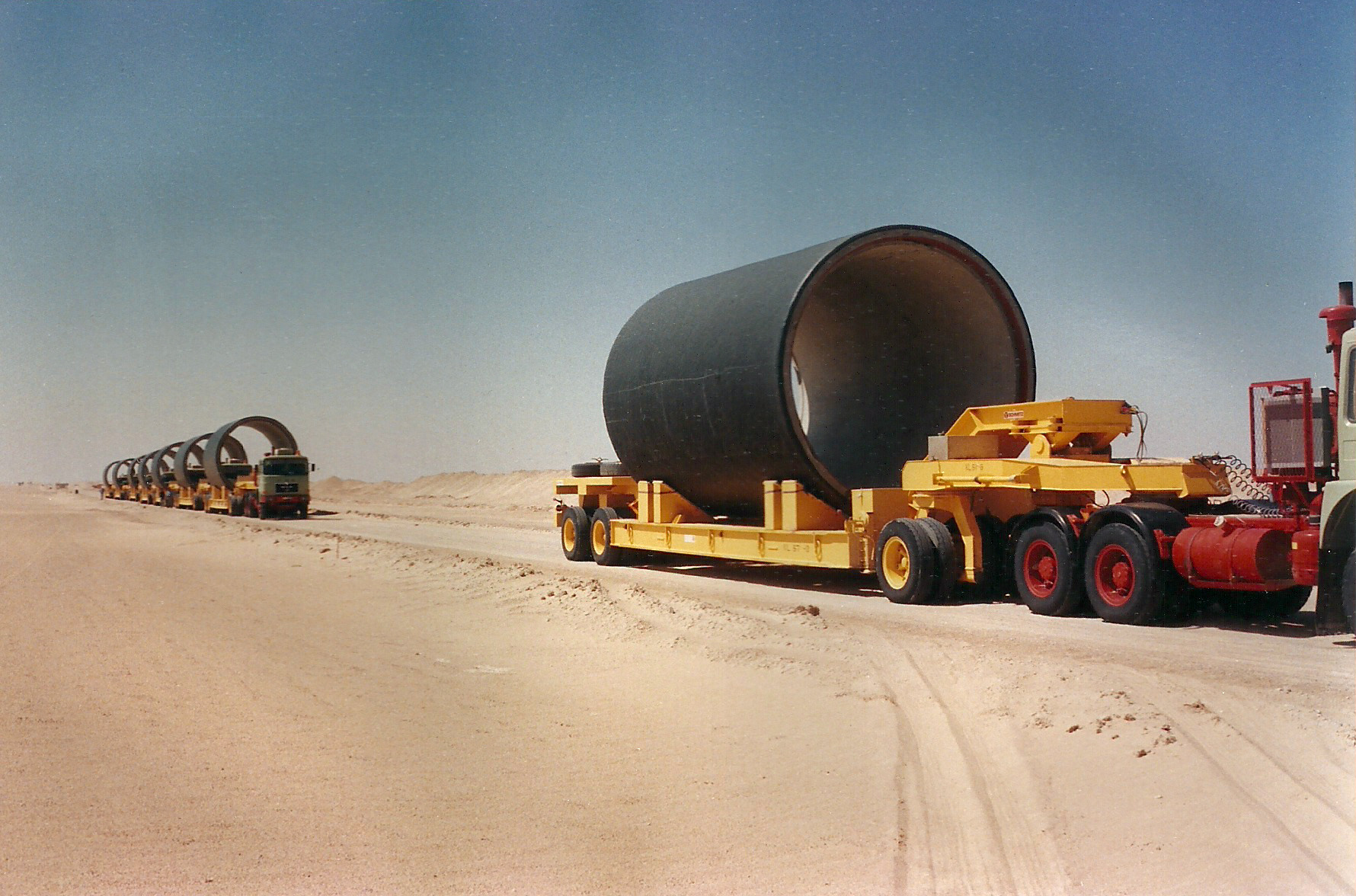
نقل مقاطع الأنابيب للنهر الصناعي العظيم في الصحراء الكبرى، ليبيا، خلال الثمانينيات: شبكة من الأنابيب التي تزود المياه من نظام طبقات الحجر الرملي النوبي، وهو طبقة مياه جوفية أحفورية في صحراء ليبيا. النهر الصناعي العظيم هو أكبر مشروع ري في العالم.

يتكون الخزان الجوفي إلى حد كبير من الحجر الرملي الصلب الحديدي مع تداخل كبير بين الصخر الزيتي والطيني، ويتراوح سمكه بين 140 و 230 مترًا. يتنوع نوع المياه الجوفية من عذبة إلى قليلة الملوحة (تتراوح الملوحة من 240 إلى 1300 جزء في المليون). يُظهر ترتيب هيمنة الأيونات أن كاتيون الصوديوم هو الأكثر شيوعًا على الكالسيوم والمغنيسيوم - بينما الكلوريد هو الغالب على الكبريتات والبيكربونات. المياه الجوفية من أصل نيزكي (يشير مصطلح المياه النيزكية إلى المياه التي نشأت على شكل ترسيب ؛ ومعظم المياه الجوفية نيزكية في الأصل). تعكس التركيزات العالية من الصوديوم والكلوريد والكبريتات عمليات الترشيح والذوبان للصخور الجبسية والطين، بالإضافة إلى فترة الإقامة المائية الطويلة.

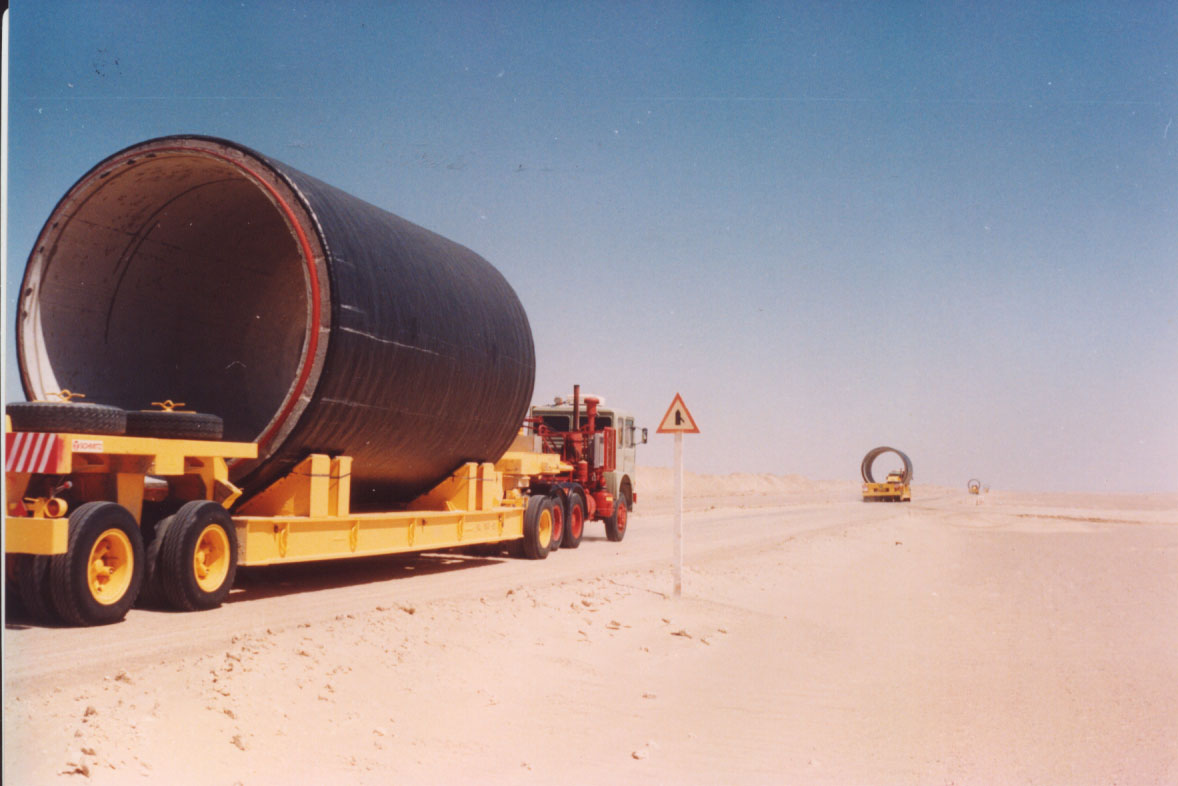
نقل مقاطع الأنابيب للنهر الصناعي العظيم في الصحراء الكبرى، ليبيا، خلال الثمانينيات: شبكة من الأنابيب التي تزود المياه من نظام طبقات الحجر الرملي النوبي، وهو طبقة مياه جوفية أحفورية في صحراء ليبيا. النهر الصناعي العظيم هو أكبر مشروع ري في العالم.

## مشاريع التنمية الدولية
منذ عام 2006، تعمل الوكالة الدولية للطاقة الذرية بالتعاون مع دول نظام خزان الحجر الرملي النوبي الأربعة للمساعدة في زيادة فهم تعقيدات طبقة المياه الجوفية من خلال المشروع النوبي للوكالة الدولية للطاقة الذرية وبرنامج الأمم المتحدة الإنمائي ومرفق البيئة العالمية. يشمل شركاء المشروع برنامج الأمم المتحدة الإنمائي مرفق البيئة العالمية (صندوق البيئة العالمي)، الوكالة الدولية للطاقة الذرية، منظمة الأمم المتحدة للتربية والعلم والثقافة (اليونسكو) وممثلين حكوميين من بلدان نظام خزان الحجر الرملي النوبي. الهدف طويل الأجل للمشروع هو إنشاء إدارة عقلانية وعادلة للخزان كطريقة منتجة لدفع التنمية الاجتماعية والاقتصادية في المنطقة وحماية التنوع البيولوجي وموارد الأراضي.

## أنظر أيضا
- الحقبة الإفريقية الرطبة